# Pilsbryspira albinodata
Pilsbryspira albinodata é uma espécie de gastrópode do gênero Pilsbryspira, pertencente a família Pseudomelatomidae.